# Francysk Skaryna
Francysk Skaryna (bjeloruski: Францішак Скарына; Polock, oko 1490. – Prag, oko 1551.), bjeloruski učenjak, liječnik, jedan od prvih prevoditelja Biblije u istočnoj Europi i na ćirilici, pionir u izdavaštvu, utemeljitelj je bjeloruskog književnog jezika i bjeloruske kulture.
Potječe iz trgovačke obitelji u tada litavskom, a danas bjeloruskom gradu Polocku. Studira na Sveučilištu u Krakovu i doktorira medicinu na Sveučilištu u Padovi. 
Godine 1517., u Pragu je započeo objavljivati vlastiti prijevod Biblije na crkvenoslavenski jezik u kojem je bilo mnogo primjesa narodnog jezika, kojim su tada govorili Bjelorusi. Tada još nije postojao službeni bjeloruski jezik, a ovaj prijevod Biblije je mnogo utjecao na njegov razvoj i pojavu drugih knjiga na bjeloruskom jeziku. Njegov prijevod Biblije je jedan od prvih prijevoda Biblije tiskanih na ćirilici, ali ne i prvi. 
U Vilniusu je osnovao prvu tiskaru na tom području 1522. godine. Prva tiskana knjiga bio je priručnik za putovanja. Uskoro se tiskara zatvorila, a Skaryna je ostatak života proveo kao liječnik Ferdinanda I. koji je bio i hrvatsko-ugarski kralj. 
Po Francysku Skaryni nazvana je jedna od glavnih ulica u Minsku, glavnom gradu Bjelorusije. Njemu u čast postoje Red i Medalja za posebne zasluge nazvani njegovim imenom. Po njemu su prozvane mnoge kulturne institucije u Bjelorusiji te bjeloruska knjižnica u Londonu.

## Vanjske poveznice
- (eng.) Francysk Skaryna, the Martin Luther of Belarus // The Economist